# رانكو جرافيكا
رانكو جرافيكا (بالصربية: Ранко Жеравица) مواليد 17 نوفمبر 1929 في مملكة يوغوسلافيا - الوفاة 29 أكتوبر 2015، كان مدرب كرة سلة صربي ولاعب. دخل قاعة مشاهير الاتحاد الدولي لكرة السلة.

## سجل المنافسة
شارك في المنافسات التالية:
- بطولة أمم أوروبا لكرة السلة 1967
- بطولة أمم أوروبا لكرة السلة 1969
- بطولة أمم أوروبا لكرة السلة 1971
- الألعاب الأولمبية الصيفية 1968
- الألعاب الأولمبية الصيفية 1972
- الألعاب الأولمبية الصيفية 1980